# ابن سلام الجمحي
أبو عبد الله محمد بن سلام بن عبيد الله بن سالم الجمحي (140 هـ - 231 هـ / 757م - 846م) إخباري، وعالم، وأديب، ومؤرخ وكان مولى قدامة بن مظعون الجمحي قال شمس الدين الذهبي: «كَانَ عَالِماً، أَخْبَارِيّاً، أَدِيْباً، بَارِعاً.». ومن أشهر مصنفاته كتاب طبقات فحول الشعراء، وكان من أهل الفضل والأدب، قدم بغداد سنة 222 هـ واعتل فأهدى إليه الأكابر أطباءهم، وكان فيمن أهدي إليه ابن ماسويه فلما جس نبضه قال: «ما أرى بك من العلة مثل ما أرى بك من الجزع»، فقال: «والله ما ذاك لحرص على الدنيا مع اثنتين وثمانين سنة ولكن الإنسان في غفلة حتى يوقظ بعلة ولو وقفت وقفة بعرفات وزرت قبر رسول الله صلى الله عليه وسلم زورة وقضيت أشياء في نفسي لسهل علي ما اشتد من هذا»، فقال ابن ماسويه: «لا تجزع فقد رأيت في عروقك من الحرارة الغزيزية قوة ما إن سلمك الله من العوارض بلغك عشر سنين أخرى»، فوافق كلامه قدراً فعاش بعد ذلك عشر سنين ومات في سنة 232 هـ.
أبيضت لحيته ورأسه وله سبع وعشرون سنة، أسند عن حماد بن سلمة وغيره، وروى عنه عبد الله بن الإمام أحمد وغيره، وهو الذي روى أن إسلام جرير كان بعد نزول المايدة، وعامة المحدثين على صدقه وثقته إلا أن أبا خيثمة قال: كان يرمى بالقدر، وله كتاب الفاضل في الأخبار ومحاسن الشعراء، كتاب نسب قريش وبيوتات العرب، طبقات شعراء الجاهلية، طبقات شعراء الإسلام، والجلايب وإجراء الخيل.

## مؤلّفاته
1.  	طبقات الشّعراء الجّاهليين.
2.  	طبقات الشّعراء الإسلاميين.
3.  	كتاب «غريب القرآن».
4.  	كتاب «الحلاب».
5.  	كتاب «أجر الخيل».
أمّا كتابه «طبقات فحول الشّعراء» مبنيّ على مقدّمة نقديّة تتحدّث عن نظريّة الاختيار، ومذاهب الشّعراء في الطّبع والصّنعة، ومسألة الانتحال أو ما يسمى النّقد التّوثيقيّ وما يلحق به من دراسة أسباب الانتحال قبل مرجليوث وطه حسين بقرون، ومن غير تعميم يفقد الحقيقة العلميّة معناها، وتحدّث عن منهجه في اختيار الشّعراء وطريقته العامّة في بناء الطّبقات، منهجه الخاصّ ببناء الطّبقة الأولى، وما يتبع طبقات شعراء البادية العشر، من طبقات تخضع لمؤثّرات أخرى كالمكان مثل شعراء القرى (المدينة، ومكة، والطّائف، والبحرين) أو تخضع لغلبة الموضوع وضرب له مثلًا شعر المراثي، وثمّة طبقة شعراء يهود لم يوجد في أشعارهم الّتي وصلت ما يؤيّد قوله، وجعل للرّجال طبقة. 

## مرضه
قد مرض ابن سلام في بغداد مرضًا شديدًا، فأهدى إليه الأمراء أطباءهم، وكان منهم ابن ماسويه الطّبيب، فلما رآه قال: ما أرى من المرض ما أراه من الجزع! فقال ابن سلام: والله ما ذاك لحرص على الدّنيا مع اثنتين وثمانين سنة، ولكن الإنسان في غفلة حين يوقظ بعلمه، فقال له الطّبيب: لا تجزع، وبشّره بعشر سنين، أخَر، فوافق كلامُه قدرًا. 

## وفاته
مات في بغداد، وقيل في البصرة. 